# Graeme Brewer
Graeme Brewer (n. 1 decembrie 1958, Noul Wales de Sud, Australia) este un înotător ce a reprezentat Australia, medaliat olimpic. A participat la 2 ediții ale Jocurilor Olimpice (1980, 1984) în care a câștigat două medalii de bronz.